# John McDonald (piłkarz)
John McDonald (ur. 16 czerwca 1946) – australijski piłkarz występujący na pozycji pomocnika.
W barwach Raith Rovers i Montrose rozegrał łącznie 68 spotkań i zdobył 12 bramek w Scottish Division Two. Ponadto występował w klubach z Australii.
W reprezentacji Australii wystąpił jeden raz, 9 października 1972 w wygranym 3:1 towarzyskim meczu z Nową Zelandią.